# Сан Лука (Катанцаро)
Сан Лука је насеље у Италији у округу Катанцаро, региону Калабрија.
Према процени из 2011. у насељу је живело 54 становника. Насеље се налази на надморској висини од 435 м.